# Proyección estereográfica polar

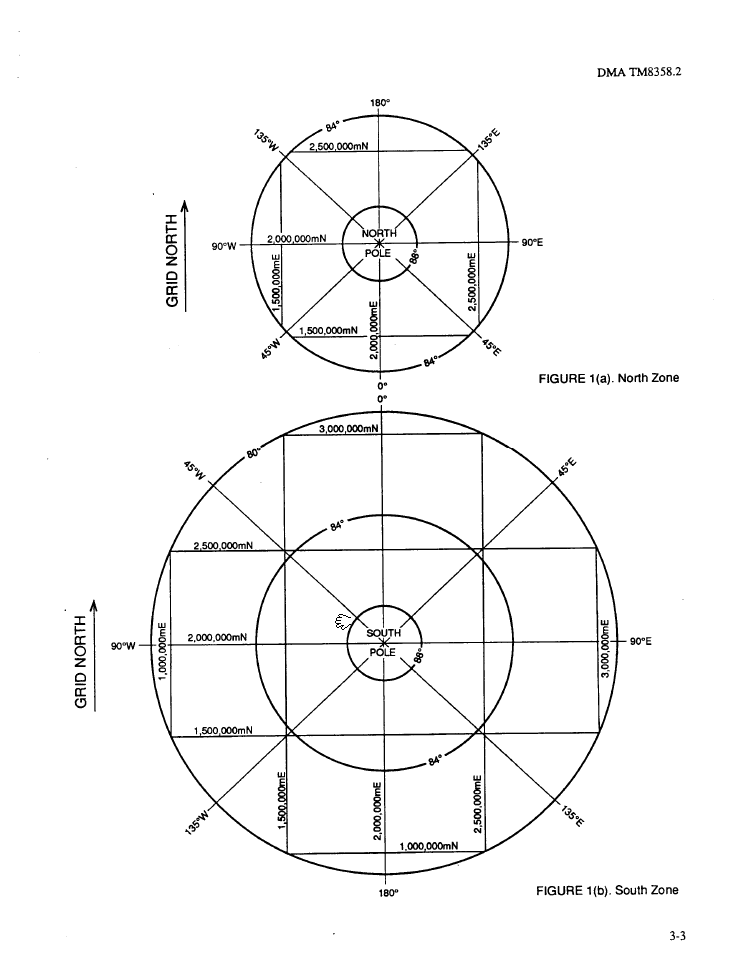
Diagramas del sistema de coordenadas estereográficas polares universales (UPS) cuyas dos cuadrículas planas cubren el Ártico y la Antártida.

La Proyección  polar es una proyección muy usada para realizar mapas de las regiones polares de la Tierra. La deformación del planeta se produce desde la mirada de los polos hacia el Ecuador lo que este sufre alteraciones respecto de la realidad de la cuarta dimensión .

Es una proyección que produce muy poca distorsión en la escala de distancias en los mapas de los casquetes polares, sobre todo entre las latitudes 80° y 90° (polo). De esta forma se emplea como complementaria de la Proyección Universal Transversa de Mercator para la cartografía completa del mundo en el sistema UTM.